# Чусово
Чусово — деревня в Венёвском районе Тульской области России.
В рамках административно-территориального устройства входит в Оленьковский сельский округ Венёвского района, в рамках организации местного самоуправления включается в Мордвесское сельское поселение.

## География
Деревня находится в северо-восточной части Тульской области, в зоне хвойно-широколиственных лесов, в пределах Среднерусской возвышенности, на берегах реки Каменки, при автодороге 70К-067, на расстоянии 24 километров (по прямой) к северо-северо-западу от города Венёва, административного центра района. Абсолютная высота — 216 метров над уровнем моря.

### Климат
Климат характеризуется как умеренно континентальный, с умеренно холодной зимой и тёплым летом. Среднегодовая многолетняя температура воздуха составляет +5 °С. Средняя температура воздуха самого холодного месяца (января) — −10 °C, средняя температура самого тёплого (июля) — +20 °С. Период с положительными температурами длится около 220—225 дней. Среднегодовое количество атмосферных осадков составляет 550—600 мм, из которых большая часть (около 70 %) выпадает в тёплый период. Среднегодовая скорость ветра составляет 5 м/с.

### Часовой пояс
Деревня Чусово, как и вся Тульская область, находится в часовой зоне МСК (московское время). Смещение применяемого времени относительно UTC составляет +3:00.

### Административная принадлежность
- Деревня Чусово входит в состав сельского поселения в Венёвском районе Тульской области.
- Административный центр района — город Венёв, расположенный недалеко от деревни.

### Географическое положение
- Деревня Чусово находится в Венёвском районе Тульской области, который расположен в северо-восточной части области.
- Ближайшие населённые пункты: деревни и сёла Венёвского района, такие как Грибовка, Оленьково и другие.
- Расстояние до районного центра — города Венёв — составляет около 10–15 километров (точное расстояние зависит от маршрута).
- Рельеф местности — равнинный, характерный для Центральной России. Вокруг деревни расположены сельскохозяйственные поля, леса и небольшие реки.

## История
- Точная дата основания деревни Чусово неизвестна, но, как и многие населённые пункты Тульской области, она имеет многовековую историю. Вероятно, деревня возникла в XVI–XVII веках как небольшое поселение крестьян.
- В дореволюционный период Чусово входило в состав Венёвского уезда Тульской губернии.
- В советский период деревня была частью колхозов и совхозов, занимавшихся сельским хозяйством.
- В годы Великой Отечественной войны (1941–1945) Тульская область, включая Венёвский район, была оккупирована немецкими войсками. Деревня Чусово, как и другие населённые пункты, пережила тяжёлые времена, но была освобождена в ходе контрнаступления советских войск.

## Население
| 2010 |
| ---- |
| 19   |

### Национальный состав
Согласно результатам переписи 2002 года, в национальной структуре населения русские составляли 91 % из 22 чел.